# Френсіс Ґледгейм Піз
Френсіс Ґледгейм Піз (англ. Francis Gladheim Pease; 14 січня 1881 — 7 лютого 1938) — американський астроном.

## Життєпис
Народився в Кембриджі (штат Массачусетс), в 1901 закінчив Чиказький технологічний інститут. У 1901—1904 — оптик і спостерігач Єркської обсерваторії, з 1904 — співробітник обсерваторії Маунт-Вілсон.
Разом з Дж. В. Річі конструював все початкове обладнання обсерваторії Маунт-Вілсон, особливо велика його участь у створенні 100-дюймового телескопа; сконструював і побудував 50-футовий інтерферометр. Брав участь у розробці оптики та конструкції 200-дюймового рефлектора для обсерваторії Маунт-Паломар. Астрономічні праці присвячені фотографуванню скупчень і туманностей, визначенню діаметрів зірок з допомогою інтерферометра. Тривалий час був асистентом А. Майкельсона, у 1920 виконав спільно з ним перше пряме вимірювання діаметра зірки (Бетельгейзе) за допомогою 20-футового інтерферометра, встановленого на 100-дюймовому рефлекторі; продовжив ці дослідження на 50-футовому інтерферометрі, виміряв діаметри кількох яскравих зірок. У 1916—1917 одним з перших виміряв променеві швидкості слабких галактик і визначив обертання галактик за допомогою спектрографа. У 1924—1928 і 1930 готував обладнання для експериментів А. Майкельсона з визначення швидкості світла. У 1929 повторив досвід Майкельсона—Морлі.
На його честь названо кратер на Місяці.